# Антипатр из Кирены
Антипа́тр из Кире́ны (IV в. до н. э.) — древнегреческий философ-киренаик.
Ученик и последователь Аристиппа, основателя Киренской школы. Согласно Диогену Лаэртскому, Антипатр учил Эпитимида из Кирены. Если верить Теодекту Фасельскому, то он, возможно, был единственным учеником. Однако это свидетельство может быть недостоверным, так Теодект высмеивал Антипатра, говоря, что в его школе много скамеек, а ученик только один. И, разумеется, ученики могли появиться позже. Однако сам факт, что Теодект писал об Антипатре, указывает на то, что он был известен не только в Кирене.
Цицерон упоминал о слепоте Антипатра и приводил его высказывание: «…он был слепой, девки его жалели, а он им отвечал: “Зачем тревожиться? Разве, по-вашему, наслаждаемся мы не по ночам?”» (Cic. Tusc. V XXXVIII 112).